# 明野小笠原テレビ中継局
明野小笠原テレビ中継局（あけのおがさわらテレビちゅうけいきょく）は、山梨県北杜市の旧明野村域に置かれていたアナログテレビ中継局。

## 概要
- 当中継局は、北杜市明野町の一部をカバーしていた。

## 中継局概要

### アナログテレビ放送
| チャンネル 番号 | 放送局名       | 空中線 電力         | ERP                  | 偏波面   | 放送対象 地域 | 放送区域 内世帯数 | 運用開始日      |
| 41              | NHK 甲府総合   | 映像100mW/ 音声25mW | 映像480mW/ 音声150mW | 水平偏波 | 山梨県        | -                 | 1977年 12月19日 |
| 43              | NHK 甲府教育   | 映像100mW/ 音声25mW | 映像480mW/ 音声150mW | 水平偏波 | 全国          | -                 | 1977年 12月19日 |
| 45              | YBS 山梨放送   | 映像100mW/ 音声25mW | 映像480mW/ 音声150mW | 水平偏波 | 山梨県        | -                 | 1977年 12月20日 |
| 47              | UTY テレビ山梨 | 映像100mW/ 音声25mW | 映像480mW/ 音声150mW | 水平偏波 | 山梨県        | -                 | 1977年 12月20日 |

- 所在地： 北杜市明野町小笠原字一本松
- 2011年7月24日をもってすべて廃止された。